# إلياس الرحباني
إلياس حنا الرحباني (23 يونيو 1938 - 4 يناير 2021)، موسيقي لبناني (ملحن وموزع)، كاتب أغان، وقائد فرقة (أوركسترا).

## سيرته
وُلد في قرية أنطلياس، من قضاء المتن في محافظة جبل لبنان، شمال بيروت، عام 1938.
درس الموسيقى في الأكاديمية اللبنانية (1945 - 1958) والمعهد الوطني للموسيقى (1955 - 1956)، إضافة إلى تلقيه دروساً خاصة لعشرة أعوام، تحت إشراف أساتذة فرنسيين في الموسيقى.
أحب الموسيقى بعد أن تعرّف عليها من خلال أخويه عاصي ومنصور الرحباني (الأخوين رحباني) اللذان يكبرانه في السن.
في التاسعة عشرة من عمره (1957) أراد التوجه إلى روسيا ليكمل دراسته. لكن إصابة في يده اليمنى منعته من ذلك. وكان تلاشي الحلم صدمة عظيمة له. وقد تخلى أستاذه عن تعليمه. لكنه صمم على المتابعة بيده اليسرى، ووجّه اهتمامه إلى مجال التأليف الموسيقي.
وفي العشرين من عمره (1958) استدعته إذاعة بي بي سي البريطانية بفرعها في لبنان وتعاقدت معه على تلحين 40 أغنية و 13 برنامجاً، فكان ذلك أول عمل رسمي له بأجر بلغ 3900 ليرة لبنانية.
كان عام 1962 محطة رئيسة في حياته؛ فقد بدأ فيه التعاون مع المغنّين المعروفين، بأغنية «ما أحلاها» للمغني نصري شمس الدين، وبدأ العمل كمخرج ومستشار موسيقي في إذاعة لبنان، وتعرّف على حبيبته «نينا خليل» وتزوجها.
بقي في إذاعة لبنان حتى 1972، واشتغل أيضاً منتج موسيقي لدى شركات منتجة للإسطوانات. في 1976 سافر مع عائلته إلى باريس.
قدّم للعالم مئات من الأعمال الموسيقية، أسهمت في ثراء ورقيّ الفنون العربية خلال القرن العشرين.
تلقى العديد من الجوائز، منها: جائزة مسابقة شبابية في الموسيقى الكلاسيكية 1964، جائزة عن مقطوعة La Guerre Est Finie في مهرجان أثينا عام 1970، شهادة السينما في المهرجان الدولي للفيلم الإعلاني في البندقية عام 1977، الجائزة الثانية في مهرجان لندن الدولي للإعلان عام 1995، الجائزة الأولى في روستوك بألمانيا عن أغنية Mory، وجوائز في البرازيل واليونان وبلغاريا. وعام 2000 كرّمته جامعة بارينغتون في واشنطن بدكتوراه فخرية، وكذلك جامعة أستورياس في إسبانيا.
نُصّب عميداً لأكاديمية روتانا لتعليم الغناء، حين تأسيسها في 2004؛ لكنه استقال منها بعد مدة قصيرة، بمبرر أن قرارات اتخذت بدون استشارته.
في نفس العام، صدرت أغنية أتحدى العالم للمغني صابر الرباعي؛ فاعترض إلياس لدى صاحب اللحن خالد البكري والشركة المنتجة روتانا، بأنها تشبه في جملها اللحنية بعض ألحانه، خاصة لحن معزوفة «نينا ماريا» الذي ألّفه في سبعينات القرن العشرين؛ لكنهم لم يقبلوا التفاوض معه. أدى هذا إلى دعوى رفعها ضد الملحن والشركة في القضاء اللبناني لأجل حقوق الملكية، فتم إجراء تحقيق فني متخصص من قِبل لجنة الاستماع في جمعية المؤلفين والملحنين، وربح إلياس الدعوى بصدور حكم بإلزام الشركة بسحب الألبوم من الأسواق وإضافة اسمه عليه.
كان من أعضاء شرف الموسمين 10 و 11 من برنامج ستار أكاديمي (للتعليق على الأداء)؛ وقد كان سابقاً من أعضاء لجنة تحكيم برنامج سوبر ستار (أراب آيدول).
إلياس وزوجته نينا أنجبا ابنين، هما: غسان وجاد.

## أعماله
لحّن أكثر من 2500 أغنية ومعزوفة، نحو 2000 منها عربية. وألّف موسيقى تصويرية لخمسة وعشرين فيلماً، منها أفلام مصرية، وأيضًا لمسلسلات، ومعزوفات كلاسيكية على البيانو. من أشهرها موسيقى فيلم دمي ودموعي وابتسامتي وفيلم حبيبتي وفيلم أجمل ايام حياتي ومسلسل عازف الليل.
ومن أعماله ألحان وكلمات عدد من أشهر أغاني الفنانة فيروز، منها: يا لور حبّك، الأوضة المنسية، معك، يا طير الوروار، جينا الدار، قتلوني عيونها السود، يا إخوان، نقول خلصنا، كان الزمان، كان عندنا طاحون.
لحّن إلياس كذلك العديد من أغاني الفنانة صباح، منها: كيف حالك يا أسمر، شفته بالقناطر، ياهلي يابا.
وغنّى من ألحانه الفنانون: وديع الصافي، ملحم بركات، نصري شمس الدين، جورجيت صايغ، وماجدة الرومي. كما تعاون مع عدد من مغني جيل أحدث، منهم جوليا بطرس وباسكال صقر.
أنتج وألَّف عدة مسرحيات، منها: وادي شمسين، سفرة الأحلام، إيلا. وفي مجال الشعر، صدر له كتاب نافذة العمر، عام 1996. في 2001 قدّم نشيد الفرانكفونية كتحية لـ52 بلداً شارك في القمة الفرانكفونية التي عقدت في لبنان. في 2005 صدرت أغنية بدي عيش التي كتبها ولحنها ووزعها موسيقيًا للفنانة هيفاء وهبي.

## وفاته
توفي يوم الاثنين 4 يناير 2021 عن عمر ناهز 83 عامًا، إثر إصابته بمرض فيروس كورونا 2019.